# Американські військовополонені Другої світової війни

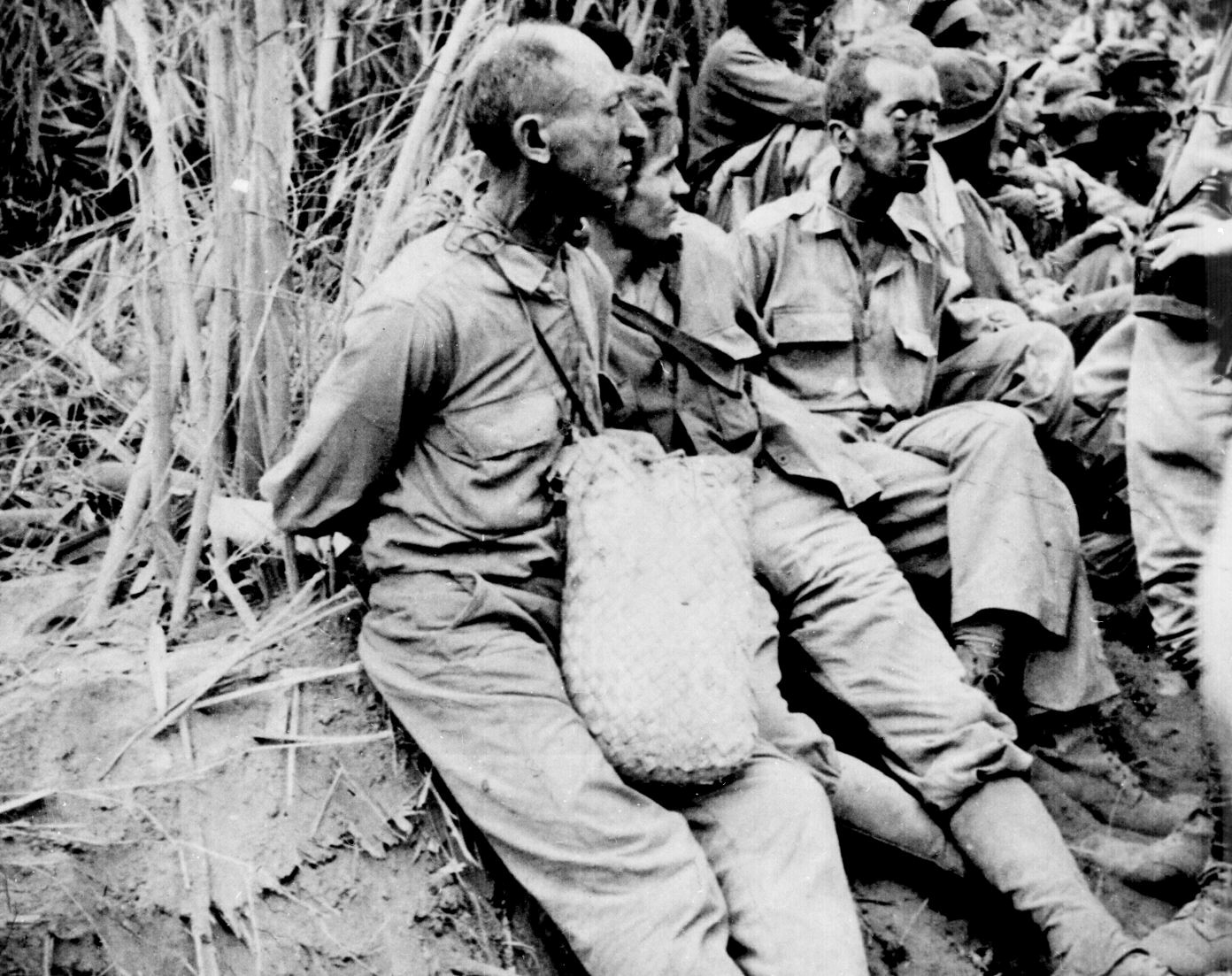
Американські військовополонені, захоплені японськими військами під час боїв на Філіппінах. Марш Смерті з Батаану. Квітень 1942

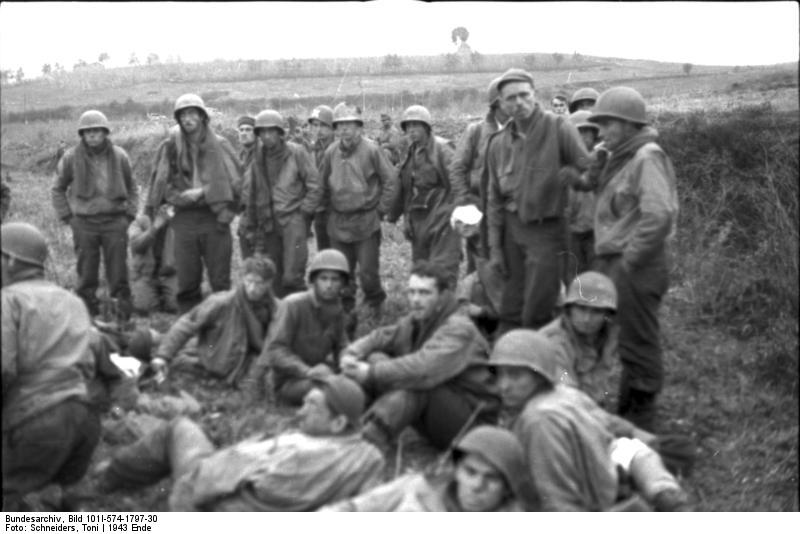
Американські вояки в полоні в італійських військ. Грудень 1943

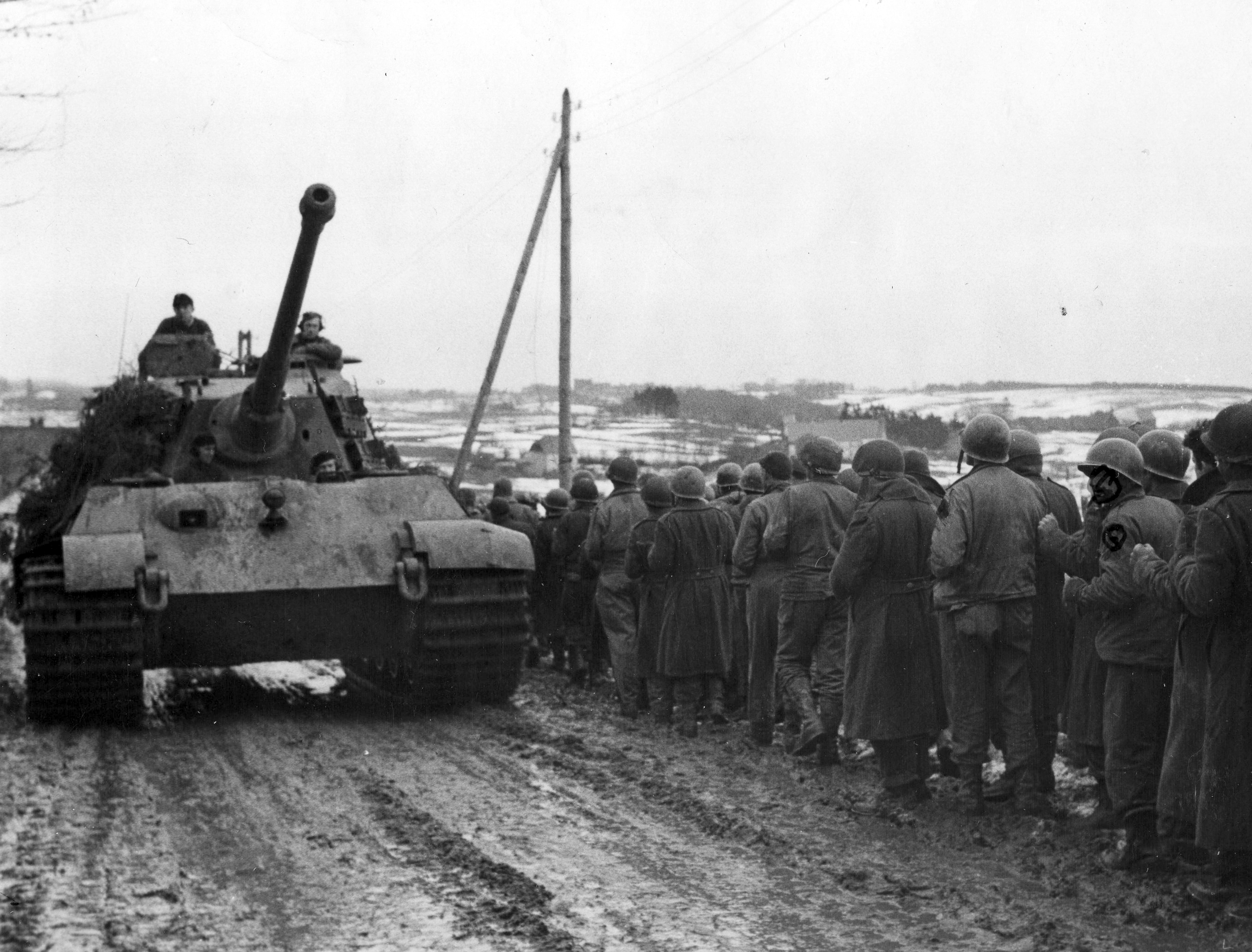
Американські військові 99-ї піхотної дивізії в колоні військовополонених, захоплених під час боїв на Виступі, на фоні німецького танка «Тигр II» 501-го важкого танкового батальйону СС. Грудень 1944

Американські військовополонені Другої світової війни — категорія військовослужбовців американської армії, авіації, флоту, Корпусу морської піхоти та інших формувань Збройних сил США тощо, що з тих чи інших обставин насильницькі або добровільно була взята в полон військами держав-членів Осі за часи Другої світової війни.
За післявоєнними підрахунками експертів та дослідників загалом за час участі США у Другій світовій війні з грудня 1941 до вересня 1945 року приблизно 16 112 566 американців пройшли військову службу в лавах Збройних сил США, 130 201 американський військовослужбовець потрапив у німецький, японський чи італійський полон. 116 129 американських військових живими повернулися додому після завершення воєнних дій.
У Європі майже 94 000 американців були ув'язнені як військовополонені. Багато хто з них були членами екіпажів літаків американської бомбардувальної авіації, яких збили Люфтваффе під час нальотів на об'єкти в Німеччині. Значну кількість військових армії США німці захопили в полон під час Арденнської операції взимку 1944—1945 рр. Умови перебування військовополонених у таборах погіршувалися; недоїдання, скупченість і відсутність медичної допомоги були поширеними явищами. Коли союзні та радянські війська наближалися та таких таборів військовополонених, багато американських військовополонених були забрані з таборів і змушені були тижнями маршувати, оскільки німці намагалися вивести своїх захоплених полонених від сил союзників.
На Тихоокеанському театрі майже 30 000 американців були ув'язнені японцями. Більшість цих чоловіків і жінок потрапили в полон після падіння Філіппін і зазнали найвищих показників смертності в історії Америки — майже 40 відсотків. Військовополонені зазнавали жорстокого полону, і багатьох було затиснуто на «пекельних кораблях», що прямували до Японії. Часто ці судна без розпізнавальних знаків торпедували американські підводні човни. Ті військовополонені, які пережили ув'язнення на Філіппінах і «пекельні кораблі», були змушені працювати на шахтах та в інших місцях Японії. Більшість працювали сім днів на тиждень з мінімальною їжею.
Окрім, військовослужбовців регулярних сил, згідно з американськими даними, приблизно 4700 цивільних громадян США були захоплені та інтерновані Німеччиною за часи війни, й майже 14 000 громадян США були захоплені та інтерновані Японією